# 胖胖狗
《胖胖狗》（英語：Pound Puppies）是由汉纳巴伯拉动画制作之美国动画系列，于1986年9月13日至1987年12月19日在美国广播公司播放。該动画改编自通卡公司的玩具线。

## 角色

### 主要角色[2]
- 冰冰（配音：丹·吉尔维赞）：白色雄性狗，是组的领导。
- 美美（配音：鲁丝·芭吉）：褐色雌性狗，是组的最老的雌性。
- 汪汪（配音：弗兰克·维尔克）：卡其色雄性狗，是组的发明家。
- 蹦蹦（配音：南希·卡特赖特）：黄色雌性拉布拉多犬，是组的最小的雌性。她的個性是甜、热情和很有活力。
- 思思（配音：B·J·沃德）：带有尿布的奶油色雄性小狗，是组的最小。
- 好莉（配音：亚美·福斯特）：善良的女孩。
- 卡地娜姨妈（英語：Katrina Stoneheart，配音：帕特·卡罗尔）：动画的恶棍，橙头发的女性。
- 傻蒂娜（英語：Brattina Stoneheart，配音：艾德丽安·亚历山大）：红头发的女孩，是卡地娜姨妈的女儿。
- Catgut（配音：弗兰克·维尔克）：雄性暹罗猫，是卡地娜姨妈的宠物。

### 次要角色
- J·R叔叔（英語：Uncle J.R.，配音：约翰·斯蒂芬森）：卡其色雄性狗，是思思的叔叔。
- Biff Barker（配音：布莱恩·康明斯）：沙色雄性巴吉度猎犬，是思思的英雄。
- 扎祖，仙狗妈（英語：Zazu, the Fairy Dogmother，配音：琼·加德纳）：心不在焉的生成色仙狗。
- Teensy（配音：罗伦佐·缪杰）：灰色雄性小狗。
- 托兹（配音：达娜·希尔）：沙色雌性狗。
- 史帕基（英語：Sparky，配音：加布里埃尔·戴蒙）：褐色雄性小金毛寻回犬。
- 露西（配音：帕特里夏·帕里斯）：雌性萨摩耶犬。
- 拉斯蒂（英語：Rusty，配音：菲利普·普罗克特）：雄性布劳特猎犬。
- 肖娜（配音：琳达·盖瑞）：怀孕的沙皮狗。